# Cavalcada del Ninot
La Cavalcada del Ninot és una desfilada de les comissions falleres on passegen per la ciutat els ninots que han presentat al concurs de Ninot Indultat, per tal d'evitar que es creme. Durant les setmanes prèvies a la setmana fallera el públic pot visitar l'Exposició del Ninot i decidir, mitjançant una votació, quin és el ninot que mereix salvar-se de la Cremà.
Així, el dia de la Cavalcada del Ninot els fallers ixen al carrer disfressats, seguint el tema que cada falla hagi escollit, i passegen els seus ninots pel carrer. Com que aquell dia ja es coneix quin ha estat el ninot indultat es considera un motiu d'orgull per a la Falla guanyadora que el seu ninot haja estat el més votat per evitar ser cremat.
Aquest ninot, passarà a formar part del Museu del Ninot de la ciutat de València.